# 侵华日军宪兵队诸本部列表
侵华日军驻华宪兵队是侵华日军（支那派遣军）华北方面军和其他各方面军所维系日军占领区统治的宪兵部隊，一并附设转为对抗抗日组织的特务部队。

## 华北

### 天津
日本宪兵队天津总部
- 日本宪兵队北平分队

- 日本宪兵队天津分队

- - 日本宪兵队通州分遣队

- - 日本宪兵队秦皇岛分遣队

- - 日本宪兵队山海关分遣队

- - 日本宪兵队塘沽分遣队

### 济南
日本宪兵队济南本部
- 济南宪兵分队

- - 城内分遣队

- 泰安宪兵分队(番号甲字第１４８０部队)

- 兖州宪兵分队

- 惠民宪兵分队

- 德县宪兵分队

- 东洋文化研究社(驻 临沂)

### 青岛
日本宪兵队青岛本部
- 青岛宪兵分队

- 水上分队

- 芝罘宪兵分队

- 潍县宪兵分队

- 张店宪兵分队